# Summer of 84
Summer of 84 ist ein US-amerikanisch-kanadischer Horrorfilm aus dem Jahr 2018. Regie führten François Simard, Anouk Whissel und Yoann-Karl Whissel (RKSS).

## Handlung
Im Sommer 1984 dümpelt das Leben in der Kleinstadt Cape May in Oregon für die vier Teenager Davey Armstrong, Tommy „Eats“ Eaton, Dale „Woody“ Woodworth und Curtis Farraday vor sich hin. Die vier Freunde haben nur Mädchen im Sinn und vertreiben sich die Zeit mit typischem Jungskram. Unter anderem spielen sie ein nächtliches Fangspiel, das nach ritualisierten Regeln abläuft.
Doch so friedlich, wie die Kleinstadt wirkt, ist es nicht. Der „Cape May Slayer“, ein Serienmörder, der sich vor allem an Teenagern vergreift, treibt sein Unwesen. Als Davey ein Foto eines der vermissten Jugendlichen auf einem Milchkarton sieht, glaubt er, diesen vor ein paar Wochen bei einem nächtlichen Fangspiel durch ein Fenster im Haus seines Nachbarn Wayne Mackey, seines Zeichens Polizist, beobachtet zu haben. Er berichtet seinen drei Freunden davon, und die vier ermitteln nun auf eigene Faust hinter Mackey her.
Die Beweise verdichten sich gegen Mackey, er hortet dubiose Chemikalien und Erde, außerdem besitzt er eine verdächtige Garage in der Stadt. Als die vier jedoch bei ihren Recherchen ertappt werden, präsentiert Mackey in den Medien den vermeintlichen Killer, den er festgenommen hat. Zudem erfahren Daveys Eltern davon und die vier Freunde müssen sich bei Mackey entschuldigen.
Davey ist jedoch weiterhin von Mackeys Schuld überzeugt. Davey, Woody und Nikki, das Nachbarmädchen, brechen bei Mackey ein. Tatsächlich finden sie einen mit einem Vorhängeschloss verriegelten Raum. Es folgt eine verstörende Entdeckung: Als sie den Raum aufbrechen, finden sie eine grausam zugerichtete Leiche, die in einer Badewanne liegt, sowie einen noch lebenden Jungen, der gefesselt um Hilfe fleht. Mit den erdrückenden Beweisen können sie Mackey überführen. Eine eilig einberufene landesweite Fahndung nach Mackey beginnt.
In der darauffolgenden Nacht stellt sich heraus, dass sich der enttarnte Serienmörder Mackey auf dem Dachboden im Haus der Familie Armstrong versteckt hielt. Während alle schlafen, steigt Mackey die Leiter hinab, um Davey und Woody, der bei seinem Freund übernachtet, mit einem Tuch zu betäuben. Anschließend verschleppt er die beiden Jungen auf eine nahegelegene Halbinsel und macht in der Dunkelheit Jagd auf sie. Er tötet Woody, indem er ihm den Hals durchschneidet. Als er Davey überwältigt, tötet er diesen jedoch nicht. Stattdessen lässt er ihn paranoid zurück und kündigt an, ihn irgendwann holen zu kommen.
Etwas später beginnt der Alltag in der Kleinstadt wieder. Die drei verbliebenen Freunde haben keinen Kontakt mehr, das Baumhaus wurde abgerissen und das Nachbarmädchen verlässt die Stadt.

## Hintergrund
Der Film wurde überwiegend im Juli 2017 in Vancouver, Kanada gedreht. Nach Turbo Kid ist es der zweite Spielfilm des Trios François Simard, Anouk Whissel und Yoann-Karl Whissel, die als RKSS bekannt wurden. Wie bereits der Vorgänger enthält der Film zahlreiche Anspielungen auf die 1980er. Unter anderem ist in der Spielhalle ein Polybius-Automat zu sehen, die Teenager spielen mit Walkie-Talkies, verwenden Videokameras und das Baumhaus ist mit typischen 1980er Plakaten dekoriert. Auch der Synthie-Soundtrack erinnert an zahlreiche 1980er Filme, insbesondere die von John Carpenter.
Daneben enthält der Film zahlreiche Anspielungen auf Filme mit ähnlichem Plot, vor allem Die Goonies, aber auch Das Fenster zum Hof und Disturbia.
Der Film hatte seine Premiere auf dem Sundance Film Festival 2018. Anschließend wurde er in vielen Spätvorstellungen gezeigt. In Deutschland erlebte der Film seine Premiere auf dem HARD:LINE Festival in Regensburg, wo er als Eröffnungsfilm gezeigt wurde. Anschließend erschien er am 26. Oktober 2018 auf DVD.

## Kritiken
Der Film wurde vielerorts für seine Atmosphäre und die schauspielerische Leistung gelobt. Kritisiert wurde dagegen der relativ langsame Erzählstil, der viele Horrorfans abschrecken dürfte. Zudem würde durch den langsamen Aufbau auch die Spannung etwas leiden. Auch wurde kritisiert, dass der Film zwar quasi nach Retro schreien würde, dafür aber die Figuren vernachlässigt worden wären.
Auf Filmstarts.de kommt Lucas Barwenczik zu folgendem Schluss:

„Die Qualität der zahlreichen Vorbilder wird daher nie erreicht. Das macht die vielen Verweise zum Problem. Sie erinnern an die Filme, die man jetzt gerade lieber sehen würde. Wo ein Regisseur wie etwa Quentin Tarantino durch Zitate neue Querverbindungen schafft, degradiert sich „Summer Of ´84“ selbst zur Fußnote. Zum schwachen letzten Abkömmling einer einstmals stolzen Dynastie. Immerhin: Einige der Horror-Szenen gegen Ende des Films sind relativ spannend aufgebaut. Die letzten Eskalationen verlassen sich ein wenig zu stark auf Drehbuchkniffe, sind aber überraschend konsequent. Ihre technischen Fähigkeiten kann man dem Regie-Kollektiv nur schwerlich absprechen. Das wurde schon beim gelungeneren Vorgängerfilm „Turbo Kid“ deutlich. Es wäre ihnen zu wünschen, dass sie sich in Zukunft auf nicht so ausgetretenen Pfaden bewegen. Vielleicht finden sie ja sogar neue. Eigene.“